# Return
«Return» — норвежская рок-группа из Станге, созданная в 1980 году. Пик популярности группы пришёлся на конец 1980-х — начало 90-х годов.

## История
Группа была создана в 1980 году в коммуне Станге (Норвегия). В её состав вошли вокалист Кнут Эрик Эстгорд (норв. Knut Erik Østgård), гитарист Стейнар Хаген (норв. Steinar Hagen), бас-гитарист Торе Ларсен (норв. Tore Larsen) и барабанщик Эйвинн Хоконсен (норв. Øyvind Håkonsen). Первый сингл «Sheila» вышел в 1985 году, а дебютный альбом «To The Top» — в 1987. «To The Top» стал успешен на родине музыкантов и вошёл в первую двадцатку хит-парада Норвегии. Следующий альбом «Attitudes» (1988) получил ещё больший успех, в него также вошла хитовая композиция «Change The Attitude».
Последующие два альбома, «Straight Down The Line» (1989) и «Fourplay» (1991) в очередной раз достигли первой десятки чартов. После выхода в 1992 году пластинки «V» стало очевидным снижение популярности группы. Из-за быстро меняющихся предпочтений у целевой аудитории слушателей в 1990-х годах музыканты сделали долгосрочный творческий перерыв. «Return» активно продолжили выступать только с выходом одноимённого альбома в 2005 году, который был неоднозначно встречен критиками.
Помимо Норвегии, часть релизов группы получила известность в Швеции, также входя в местные хит-парады.

## Дискография

### Альбомы
- «To The Top» (1987) —  NOR #14[7][8]
- «Attitudes» (1988) —  NOR #4[7][9]
- «Straight Down The Line» (1989) —  NOR #6[7],  SWE #33[3]
- «Fourplay» (1991) —  NOR #7[7],  SWE #27[4]
- «V» (1992) —  NOR #17[7],  SWE #49[5]
- «Return» (2005) —  NOR #38[7][10]

### Синглы
- «Sheila» / «Warm Bedside» (1985)
- «Sheila» / «How Can You Tell» (1986)
- «To The Top» (1987)
- «Sing Me A Song» (1987)
- «Change The Attitude» (1988) —  NOR #6[7][11]
- «Can You Forgive Me?» (1989) —  NOR #9[7][12]
- «Bye Bye Johnny» (1990)
- «Having Fun» (1991)
- «Tell Me» (1991) —  NOR #4[7][13]
- «Take This Heart» (1992) —  NOR #7[7][14]
- «Friends Will Be Friends» (1992)

### Компиляционные альбомы
- «Sing Me A Song» (1989)
- «Replay (The Best Of)» (1991) —  SWE #49[6]
- «The Best Of…» (2000) —  NOR #1[7][15]
- «Best Of… Both Worlds» (2008) —  NOR #8[7][16]